# Veronica Gambara
Pour les articles homonymes, voir Gambara.
Veronica Gambara (née le 30 novembre 1485 à Pralboino, en Lombardie et morte le 13 juin 1550  à Correggio) était une poétesse, femme d'État et dirigeante politique.

## Biographie
Née à Pralboino, en Lombardie, Veronica Gambara est issue d'une famille distinguée, l'une des 7 enfants du comte Gianfrancesco da Gambara et d'Alda Pio da Carpi. Plusieurs intellectuels font partie de sa famille, dont sa grand-mère Ginevra, sa tante Emila Pia et sa grand-tante Isotta Nogarola
Elle étudie très tôt la philosophie, la littérature et les langues humanistes. Elle apprend à lire et à composer des poésies en latin, et correspond à l'âge de 17 ans avec le poète Pietro Bembo, qui deviendra son mentor.
Elle est fiancée en 1508 à un cousin, comte de Correggio, un homme veuf de 50 ans, et se marie en 1509. Malgré ce mariage arrangé, elle développe de réels sentiments envers son mari et écrit des poèmes sur leur amour. Ils ont deux fils, Ippolito (né en 1510) et Girolamo (né en 1511). Après la mort de son mari, elle exprime sa peine à travers la poésie. Elle s'occupe de l'éducation de ses enfants et prend les charges de son mari.
Elle joue un rôle actif dans la défense militaire de la province de Correggio lors de la guerre entre Charles Quint et François Ier. Elle adresse à cette occasion des poèmes aux dirigeants des nations en guerre sur la nécessité de la paix.
Veronica Gambara meurt en 1550 à Correggio.
Environ 80 de ses 150 lettres existent encore. La plupart de ses poèmes sont des sonnets, des madrigaux, ballades, et composés de strophes en huit vers. Elle écrit des poèmes politiques, d'amour, religieux, et des louanges.